# Zabuiannea, Makariv
Zabuiannea (în ucraineană Забуяння) este localitatea de reședință a comunei Zabuiannea din raionul Makariv, regiunea Kiev, Ucraina.

## Demografie
Componența lingvistică a localității Zabuiannea
     Ucraineană (97,04%)
     Rusă (2,25%)
     Alte limbi (0,59%)
Conform recensământului din 2001, majoritatea populației localității Zabuiannea era vorbitoare de ucraineană (97,04%), existând în minoritate și vorbitori de rusă (2,25%).